# Niels Wubben
Niels Wubben (Naaldwijk, 20 februari 1988) is een voormalige Nederlands veldrijder die uitkwam voor Telenet-Fidea.
Wubben begon zijn carrière als mountainbiker. Na in het seizoen 2010-2011 een geproefd te hebben van het veldrijden vatte hij het daaropvolgende seizoen aan als veldrijder. Op het Wereldkampioenschappen veldrijden 2012 in het Belgische Koksijde was Wubben met een 15e plaats de beste Nederlander. Hij wilde zich vanaf nu volledig toeleggen op het veldrijden, daarom ruilde hij het mountainbike-team van Rabobank vanaf 1 januari 2013 dan ook om voor de veldritploeg.
Tot op heden won Wubben nog geen enkele UCI-wedstrijd.

## Palmares
| Seizoen   | Wereldbeker | Superprestige | bpost bank trofee | WK  | NK  | Overige | Totaal aantal zeges |
| --------- | ----------- | ------------- | ----------------- | --- | --- | ------- | ------------------- |
| 2010-2011 |             |               |                   | NVT | 9e  |         | 0                   |
| 2011-2012 |             |               |                   | 15e | ↑   |         | 0                   |
| 2012-2013 |             |               |                   | DNS | 10e |         | 0                   |
| 2013-2014 |             |               |                   | 23e | 7e  |         | 0                   |
| 2014-2015 |             |               |                   | 26e | 5e  |         | 0                   |

van Baarle ·
Bosman ·
Bovenhuis ·
van Dongen ·
Dolfsma ·
van Empel ·
Godrie ·
van der Haar ·
Hofstede ·
Korevaar · 
van der Lijke ·
Minnaard ·
Olivier ·
Slik ·
Teunissen ·
van Trijp ·
Tusveld ·
Wubben ·
Zabel ·
Zepuntke ·
Meijers (stagiair) ·
Roosen (stagiair) 